# Platypthima pandora
Platypthima pandora är en fjärilsart som beskrevs av James John Joicey och Talbot 1916. Platypthima pandora ingår i släktet Platypthima och familjen praktfjärilar. Inga underarter finns listade i Catalogue of Life.